# Arnold Vosloo
Arnold Vosloo est un acteur sud-africain né le 16 juin 1962 à Prétoria.
Il est notamment connu du grand public pour les films La Momie et Le Retour de la momie, ainsi que la série à succès 24 heures Chrono dans le rôle de Habib Marwan.

## Biographie
Arnold Vosloo naît à Pretoria, en Afrique du Sud, de parents acteurs, Johanna Petronella Vorster et Johannes J. Daniel Vosloo. Il est d'ascendance principalement néerlandaise, allemande, suisse-allemande, danoise et française.
Vosloo établit rapidement une belle réputation en tant qu'acteur dans son pays natal, l'Afrique du Sud. Il remporte plusieurs prix pour son travail théâtral, dont "Môre Is 'n Lang Dag", (1984) "Don Juan" et "Torch Song Trilogy". Un artiste régulier, il joue également des rôles principaux dans "Savages" (1973), La Nuit des rois et Hamlet. Sa carrière cinématographique en Afrique du Sud lui vaut le Prix Dalro en tant que meilleur acteur pour Boetie Gaan Border Toe! (1984) et Circles in a Forest (1989), et la nomination de Dalro au meilleur acteur pour la version cinématographique de Môre Is 'n Lang Dag.
Après avoir déménagé aux États-Unis, il apparaît dans "Born In The RSA" au Northlight Theatre de Chicago et a joué avec Al Pacino et Sheryl Lee dans une production de "Salome" Circle In The Square Uptown (le nom de son personnage était "Jokanaan"). Ce dernier ne compte que 18 représentations entre le 28 juin 1992 et le 2 juillet 1992. Les crédits de Vosloo incluent : 1492 : Christophe Colomb de Ridley Scott, Chasse à l'homme de John Woo, Blood Diamond d'Edward Zwick, Darkman II - Le retour de Durant et Darkman III, tous deux réalisés par Bradford May. À la télévision, il apparaît dans Charmed, Bones, Alias, Chuck, Psych : Enquêteur malgré lui, Elementary et NCIS : Enquêtes spéciales.
Il est surtout connu du grand public pour le rôle-titre de Imhotep dans les films La Momie et Le Retour de la momie.
Il joue également le rôle de Zartan dans G.I. Joe : Le Réveil du Cobra et G.I. Joe : Conspiration.
Il tient le rôle du terroriste Habib Marwan dans la série 24 heures chrono (saison 4).
Il possède la nationalité américaine depuis 1988.

## Filmographie

### Cinéma
- 1984 : Boetie gaan border toe : Boetie
- 1985 : Morenga : v. Schiller
- 1987 : Skeleton Coast : Blade
- 1987 : Saturday Night at the Palace : Dougie
- 1987 : Steel Dawn : Makker
- 1988 : Gor : Norman
- 1988 : Act of Piracy de John Cardos : Sean Stevens
- 1989 : The Revenger : Mackie
- 1989 : Reason to Die : Wilson
- 1990 : The Rutanga Tapes : Assad
- 1990 : Living to Die : Jimmy
- 1990 : Circles in a Forest (inspiré du roman Kringe in 'n Bos de Dalene Matthee) : Saul
- 1990 : L'Emmuré vivant (Buried Alive) de Gérard Kikoïne : Ken Wade
- 1992 : Un suspect trop séduisant (The Finishing Touch) : Mikael Gant
- 1992 : 1492 : Christophe Colomb (1492: Conquest of Paradise) : Guevara
- 1993 : Red Shoe Diaries 2: Double Dare (vidéo) : Bill (segment « Double Dare »)
- 1993 : Chasse à l'homme (Hard Target) : Pik van Cleef
- 1994 : Darkman 2 : Le Retour de Durant (Darkman II: The Return of Durant) (vidéo) : Darkman / Dr Peyton Westlake
- 1996 : Darkman 3 (Darkman III: Die Darkman Die) (vidéo) : Darkman / Dr Peyton Westlake
- 1997 : Zeus et Roxanne : Claude Carver
- 1998 : Rough Draft : Stefan
- 1998 : L'Enfant du futur (Progeny) : Dr Craig Burton
- 1999 : Strange World (série télévisée) : homme aux cheveux sombres
- 1999 : La Momie (The Mummy) : Grand Prêtre Imhotep
- 2000 : Charmed (série télévisée) : démon (être des ténèbres)
- 2001 : The Red Phone: Manhunt (TV) : Wolf
- 2001 : Le Retour de la momie (The Mummy Returns) : Grand Prêtre Imhotep
- 2002 : Endangered Species (en) : Warden
- 2002 : Con Express (vidéo) : Anton Simeonov
- 2002 : Warrior Angels : Luke
- 2002 : Global Effect
- 2003 : Veritas: The Quest (série télévisée) : Vincent Siminou
- 2003 : Cody Banks, agent secret (Agent Cody Banks) : Francois Molay
- 2004 : The Red Phone: Checkmate (TV) : Wolf
- 2004 : Alias (série télévisée) : Mr Zisman
- 2004 : Revenge of the Mummy: The Ride : Imhotep (voix)
- 2004 : Meltdown (TV) : Khalid / Sands
- 2004 : Forgiveness : Tertius Coetzee
- 2005 : Lasko : Le train de la mort (TV) : Lennart
- 2005 : 24 Heures chrono (série) saison 4 : Habib Marwan
- 2006 : Blood Diamond : le Colonel Coetzee
- 2008 : Odysseus, voyage au cœur des ténèbres : Ulysse
- 2009 : Chuck (TV) : Vincent
- 2009 : G.I. Joe : Le Réveil du Cobra de Stephen Sommers : Zartan
- 2013 : G.I. Joe : Conspiration : Zartan
- 2022 : Silverton Siege de Mandla Dube : capitaine Johan Langerman

### Télévision
- 1999: Charmed (série) saison 2, épisode 16: Un être des ténèbres
- 2005: 24 Heures chrono saison 4 : Habib Marwan
- 2008 : Fire and Ice : Les Chroniques du dragon : Roi Augustin
- 2010 : Psych : Enquêteur malgré lui (série) saison 4, épisode 12 : J.T Waring
- 2011 : NCIS : Enquêtes spéciales (série) : Amit Hadar
- 2011 : Bones (série) saison 6, épisodes 11, 15, 22 : Jacob Broadsky
- 2013 : Elementary : Narval (saison 1 épisode 23)
- 2014 : Grimm : Jonathan Wilde : Manticore, maréchaussée (saison 4 épisode 12)
- 2015 : Cape Town : Robin van Rees
- 2017 : Harry Bosch : Rudy Tafero (saison 3, 9 épisodes)
- 2019 : Jack Ryan : Jost Van Der Byl (saison 2)

## Distinctions

### Récompenses
- 1984 : Prix Dalro en tant que meilleur acteur pour Boetie Gaan Border Toe!
- 1989 : Prix Dalro en tant que meilleur acteur pour Circles in a Forest
- 1999 : Remporte un Eyegore Award

### Nominations
- 1984 : Nomination du meilleur acteur pour un Dalro Award pour la version cinématographique de More Is 'n Lang Dag.

- 2000 : Nomination au Blockbuster Entertainment Award du meilleur méchant pour La Momie